# Florentin Dumitru
Florentin Dumitru (n. 23 mai 1977, Bolintin-Vale, Giurgiu), este un fotbalist român retras din activitate. A debutat în Liga I la 31 iulie 1996, la Sportul Studențesc. Între anii 2000 și 2005 a fost jucător la Steaua București, iar în sezonul 2006-2007 a jucat la FC Național.